# Arwin Sohrabi
Sam Arwin Sohrabi Nejad, född 1 maj 1994 i Eriksfälts församling i Malmö, är en svensk politiker (socialdemokrat). Han var riksdagsledamot (tjänstgörande ersättare) under perioden 22 maj–16 juli 2023 för Malmö kommuns valkrets.
Sohrabi kandiderade i riksdagsvalet 2022 och blev ersättare. Han tjänstgjorde som ersättare för Rose-Marie Carlsson 22 maj–16 juli 2023.
I riksdagen var Sohrabi extra suppleant i utbildningsutskottet.